# Bảo Lộc
Bảo Lộc – miasto i dystrykt w południowym Wietnamie, w Regionie Płaskowyżu Centralnego, w prowincji Lâm Đồng. W 2009 roku liczyło 92 036 mieszkańców.
Bảo Lộc jest ważnym ośrodkiem produkcji kawy.